# پنتاکسید نیوبیم
پنتاکسید نیوبیم (به انگلیسی: Niobium pentoxide) با فرمول شیمیایی Nb۲O۵ یک ترکیب شیمیایی است؛ که جرم مولی آن ۲۶۵٫۸۱ g/mol می‌باشد. شکل ظاهری این ترکیب، جامد سفید است.